# Andreas Fröberg
Andreas Fröberg  var en instrumentmakare i Stockholm. Han tillverkade stråkinstrument.

## Biografi
Anders Fröberg föddes omkring 1729. Han gift sig före 1759 och hade en son. 1760 arbetade han vid Carl Magnus Nyströms fiolfabrik i Stockholm. Han fick 1762 privilegium att tillverkar fioler i Stockholm. År 1767 stämplade han fyra stycken fioler. Han bodde 1770 tillsammans med sin fru på Järnlodets kvarter nummer 71 (Ladugårdslands nedre del).

## Instrument
| År   | Instrument | Värde (summa) |
| ---- | ---------- | ------------- |
| 1767 | 4 fioler   | 16            |
| 1768 | 22 fioler  | 76            |
| 1769 | 28 fioler  | 84            |